# شهرستان کرول (جورجیا)
شهرستان کرول، جورجیا (به انگلیسی: Carroll County, Georgia) یک سکونتگاه مسکونی در ایالات متحده آمریکا است که در جورجیا واقع شده‌است.